# Hervin Ongenda
Hervin Scicchitano Ongenda (ur. 24 czerwca 1995 w Paryżu) – francuski piłkarz kongijskiego pochodzenia występujący na pozycji napastnika w rumuńskim klubie FC Botoșani. W trakcie swojej kariery grał także w Paris Saint Germain, Bastii, PEC Zwolle i Realu Murcia. Były młodzieżowy reprezentant Francji.

## Statystyki kariery
(aktualne na dzień 27 sierpnia 2015)
| Klub                | Sezon              | Liga               | Liga  | Liga   | Puchar kraju | Puchar kraju | Puchar ligi | Puchar ligi | Europa | Europa | Inne  | Inne   | Suma  | Suma   |
| Klub                | Sezon              | Liga               | Mecze | Bramki | Mecze        | Bramki       | Mecze       | Bramki      | Mecze  | Bramki | Mecze | Bramki | Mecze | Bramki |
| ------------------- | ------------------ | ------------------ | ----- | ------ | ------------ | ------------ | ----------- | ----------- | ------ | ------ | ----- | ------ | ----- | ------ |
| Paris Saint-Germain | 2012/13            | Ligue 1            | 0     | 0      | 1            | 0            | 0           | 0           | 0      | 0      | –     | –      | 1     | 0      |
| Paris Saint-Germain | 2013/14            | Ligue 1            | 6     | 0      | 1            | 0            | 0           | 0           | 0      | 0      | 1     | 1      | 8     | 1      |
| Paris Saint-Germain | 2014/15            | Ligue 1            | 0     | 0      | 0            | 0            | 0           | 0           | 0      | 0      | 1     | 0      | 1     | 0      |
| SC Bastia (wyp.)    | 2014/15            | Ligue 1            | 16    | 0      | 0            | 0            | 3           | 0           | –      | –      | –     | –      | 19    | 0      |
| Paris Saint-Germain | 2015/16            | Ligue 1            | 0     | 0      | 0            | 0            | 0           | 0           | 0      | 0      | –     | –      | 0     | 0      |
| Ogólnie w karierze  | Ogólnie w karierze | Ogólnie w karierze | 22    | 0      | 2            | 0            | 3           | 0           | 0      | 0      | 2     | 1      | 29    | 1      |

## Sukcesy

### Paris Saint-Germain
- Mistrzostwo Francji: 2013/14
- Superpuchar Francji: 2013, 2014